# Moje uniwersytety
Moje uniwersytety (ros. Мои университеты, Moi uniwiersitiety) – radziecki film dramatyczny z 1940 roku w reżyserii Marka Donskiego. Trzecia część słynnej trylogii o Gorkim.

## Obsada
- Pawieł Szpringfeld jako Waśka Graczik
- Pawieł Dożdiew jako Jaszka
- Nikołaj Dorochin jako Osip Szatunow
- Irina Fiedotowa jako Masza
- Aleksandr Gruzinski jako Kuzin
- Stiepan Kajukow jako Wasilij Siemionow
- Władimir Maruta jako Romaś
- Fiodor Odinokow jako Miełow
- Nikołaj Płotnikow jako Nikiforycz
- Daniił Sagał jako Gurij Pletniow
- Lew Swierdlin jako strażnik
- Michaił Trojanowski jako profesor Studiencki
- Nikołaj Walbert jako Aleksiej Pieszkow
- A. Smołko jako Paszka
- K. Ziubko
- W. Danczewa
- M. Powołocki